# Ambroise Thomas
Ambroise Thomas (ur. 5 sierpnia 1811 w Metzu, zm. 12 lutego 1896 w Paryżu) – francuski kompozytor.

## Życiorys
Jego ojciec był nauczycielem muzyki, sam późniejszy kompozytor studiował w konserwatorium w Paryżu. Jest jednym z laureatów Prix de Rome. W 1851 roku Thomas został powołany na członka Akademii, a w roku 1871, po śmierci Daniela Aubera, dostał nominację na dyrektora Konserwatorium w Paryżu.
Odznaczony został Krzyżem Wielkim Legii Honorowej.

## Twórczość
Znany jest głównie z twórczości operowej, choć do dziś na światowych scenach operowych utrzymuje się w zasadzie tylko jedno jego dzieło – opera Mignon.
Mimo iż skomponował 20 oper, 3 balety i inne utwory, jego twórczość niewcześnie znalazła uznanie. Bez echa przeszło pierwszych osiem oper, dopiero Caïd (1849) i Sen nocy letniej (1850) spowodowały większe zainteresowanie twórczością tego kompozytora, a sama Mignon doczekała się 1000 wystawień w ciągu pierwszych 30 lat, co nie udało się żadnej innej francuskiej operze. Innymi operami kompozytora cieszącymi się szerszym uznaniem były Hamlet (1868) i Francesca da Rimini (1882).
Ambroise Thomas jest obok Charles’a Gounoda jednym ze współtwórców francuskiej opery lirycznej, jednak fachowcy oceniają styl jego muzyki jako płytki i konwencjonalny, obrazem czego może być wypowiedź kompozytora Emmanuela Chabriera: „Istnieje muzyka dobra i zła, ale oprócz tego istnieje jeszcze muzyka Ambrożego Thomasa”.